# Гидроопора
Гидроопора (англ. hydromount, нем. hydrolager) — деталь машин и механизмов, относящаяся к классу резинометаллических виброизоляторов, используемая для решения задач виброизоляции. Гидроопора представляет собой резинометаллическую деталь, при этом резина имеет неразъемное соединение с металлом, полученное в процессе вулканизации. Конструктивной особенностью гидроопоры является наличие внутренних полостей, заполненных жидкостью, и соединенных между собой дросселирующими отверстиями. При деформации опоры в процессе эксплуатации отверстия могут открываться и закрываться, при этом позволяя жидкости перетекая из одной полости в другую эффективно гасить колебания. Применение жидкости увеличивает способность виброопоры к гашению колебаний.